# Добробабенко, Богдан Григорьевич
Богдан Григорьевич Добробабенко (укр. Богдан Григорович Добробабенко, позывной — Ялта; 14 декабря 1975, Седневка — 19 октября 2022, Пятихатки) — украинский военнослужащий, капитан, участник российско-украинской войны. Герой Украины (2024, посмертно).

## Биография
Родился 14 декабря 1975 года в селе Седневка Кировоградской области. Окончил Седневский учебно-воспитательный комплекс с золотой медалью. Получил высшее юридическое образование в Луганском государственном университете внутренних дел имени Эдуарда Дидоренко, окончив его с отличием. Увлекался дайвингом.
Участвовал в Евромайдане. С началом российско-украинской войны добровольно вступил в 42-й батальон территориальной обороны, пройдя путь от гранатомётчика до командира роты. В 2014 году вместе с товарищами попал в окружение и вышел из Иловайского котла. Участвовал в обороне Углегорск.
Служил в 60-й отдельной механизированной бригаде Вооружённых сил Украины. Погиб 19 октября 2022 года возле села Пятихатки Херсонской области. Похоронен на Лычаковском кладбище во Львове.

## Награды
- Звание «Герой Украины» с удостоением ордена «Золотая Звезда» (24 февраля 2024, посмертно) — за личное мужество и героизм, проявленные в защите государственного суверенитета и территориальной целостности Украины, верность военной присяге[2].
- Орден Богдана Хмельницкого III степени (8 июля 2022) — за личное мужество и высокий профессионализм, проявленные в защите государственного суверенитета и территориальной целостности Украины, верность военной присяге[3].